# Никола (комес)
Комес Никола је био средњовековни владар Бугарске и оснивач династије Комитопули.

## Биографија
Према јерменском историчару Стефану Тарону, Никола је јерменског порекла. Био је ожењен Хрипсимом, ћерком јерменског краља Ашота II. Након пада Првог бугарског царства током Свјатославовог похода на Балкан и депортације Бориса II у Цариград, Никола је седамдесетих година 10. века покренуо успешну побуну против византијске власти познату као устанак Комитопула. Могуће је да је управљао Сердиком. Ништа се не зна о Николином каснијем животу. Имао је четворицу синова: Давида, Мојсија, Арона и Самуила. Након смрти своје браће, Самуило је остао неприкосновени владар Бугарске. Узео је титулу цара и владао је од 996. до 1014. године. Самуило је 992/3. године на Преспанском језеру подигао натпис којим је забележио своје родитеље и брата Давида.